# Grande Prêmio dos Países Baixos de 1978
Resultados do Grande Prêmio dos Países Baixos de Fórmula 1 realizado em Zandvoort em 27 de agosto de 1978. Décima terceira etapa da temporada, teve como vencedor o norte-americano Mario Andretti, que subiu ao pódio junto a Ronnie Peterson numa dobradinha da Lotus-Ford, com Niki Lauda em terceiro pela Brabham-Alfa Romeo.

## Resumo
Última dobradinha da Lotus na primeira fila do grid até o Grande Prêmio de Dallas de 1984
Mario Andretti conquistou a última vitória de sua carreira, bem como a última vitória de um piloto norte-americano na categoria, marca ainda vigente em 2019.
Última corrida e último pódio de Ronnie Peterson antes de seu fatídico acidente em Monza, Itália, duas semanas depois.
Graças a esta dobradinha (aliás, a última na história do time) a Lotus restringiu a disputa pelo título mundial apenas aos seus pilotos, configurando mais um título de construtores em sua coleção.

## Classificação da prova
| Pos. | Nº | Piloto                | Construtor         | Voltas | Tempo/Diferença   | Grid | Pontos |
| ---- | -- | --------------------- | ------------------ | ------ | ----------------- | ---- | ------ |
| 1    | 5  | Mario Andretti        | Lotus-Ford         | 75     | 1:41:04.23        | 1    | 9      |
| 2    | 6  | Ronnie Peterson       | Lotus-Ford         | 75     | + 0.32            | 2    | 6      |
| 3    | 1  | Niki Lauda            | Brabham-Alfa Romeo | 75     | + 12.21           | 3    | 4      |
| 4    | 2  | John Watson           | Brabham-Alfa Romeo | 75     | + 20.92           | 8    | 3      |
| 5    | 14 | Emerson Fittipaldi    | Fittipaldi-Ford    | 75     | + 21.50           | 10   | 2      |
| 6    | 12 | Gilles Villeneuve     | Ferrari            | 75     | + 45.95           | 5    | 1      |
| 7    | 11 | Carlos Reutemann      | Ferrari            | 75     | + 1:00.52         | 4    |        |
| 8    | 26 | Jacques Laffite       | Ligier-Matra       | 74     | + 1 volta         | 6    |        |
| 9    | 8  | Patrick Tambay        | McLaren-Ford       | 74     | + 1 volta         | 14   |        |
| 10   | 7  | James Hunt            | McLaren-Ford       | 74     | + 1 volta         | 7    |        |
| 11   | 25 | Hector Rebaque        | Lotus-Ford         | 74     | + 1 volta         | 20   |        |
| 12   | 20 | Jody Scheckter        | Wolf-Ford          | 73     | + 2 voltas        | 15   |        |
| Ret  | 33 | Bruno Giacomelli      | McLaren-Ford       | 60     | Spun Off          | 19   |        |
| Ret  | 16 | Hans-Joachim Stuck    | Shadow-Ford        | 56     | Transmissão       | 18   |        |
| Ret  | 31 | René Arnoux           | Martini-Ford       | 40     | Chassis           | 23   |        |
| Ret  | 37 | Arturo Merzario       | Merzario-Ford      | 40     | Motor             | 26   |        |
| DSQ  | 19 | Vittorio Brambilla    | Surtees-Ford       | 37     | Queimou a largada | 22   |        |
| Ret  | 15 | Jean-Pierre Jabouille | Renault            | 35     | Motor             | 9    |        |
| Ret  | 30 | Brett Lunger          | McLaren-Ford       | 35     | Motor             | 21   |        |
| Ret  | 32 | Keke Rosberg          | Wolf-Ford          | 21     | Acidente          | 24   |        |
| Ret  | 27 | Alan Jones            | Williams-Ford      | 17     | Regulador         | 11   |        |
| Ret  | 29 | Nelson Piquet         | McLaren-Ford       | 16     | Transmissão       | 25   |        |
| Ret  | 4  | Patrick Depailler     | Tyrrell-Ford       | 13     | Motor             | 12   |        |
| Ret  | 22 | Derek Daly            | Ensign-Ford        | 10     | Transmissão       | 16   |        |
| Ret  | 35 | Riccardo Patrese      | Arrows-Ford        | 0      | Acidente          | 13   |        |
| Ret  | 3  | Didier Pironi         | Tyrrell-Ford       | 0      | Acidente          | 17   |        |
| DNS  | 18 | Rupert Keegan         | Surtees-Ford       |        | Pulso quebrado    |      |        |
| DNQ  | 17 | Clay Regazzoni        | Shadow-Ford        |        |                   |      |        |
| DNQ  | 10 | Michael Bleekemolen   | ATS-Ford           |        |                   |      |        |
| DNQ  | 9  | Jochen Mass           | ATS-Ford           |        |                   |      |        |
| DNPQ | 23 | Harald Ertl           | Ensign-Ford        |        |                   |      |        |
| DNPQ | 39 | Danny Ongais          | Shadow-Ford        |        |                   |      |        |
| DNPQ | 36 | Rolf Stommelen        | Arrows-Ford        |        |                   |      |        |

## Tabela do campeonato após a corrida
| Pos. | Piloto            | Pontos |
| ---- | ----------------- | ------ |
| 1    | Mario Andretti    | 63     |
| 2    | Ronnie Peterson   | 51     |
| 3    | Niki Lauda        | 35     |
| 4    | Patrick Depailler | 32     |
| 5    | Carlos Reutemann  | 31     |

| Pos. | Construtor         | Pontos |
| ---- | ------------------ | ------ |
| 1    | Lotus-Ford         | 85     |
| 2    | Brabham-Alfa Romeo | 44     |
| 3    | Ferrari            | 36     |
| 4    | Tyrrell-Ford       | 36     |
| 5    | Ligier-Matra       | 16     |

- Nota: Somente as primeiras cinco posições estão listadas. As dezesseis etapas de 1978 foram divididas em dois blocos de oito e neles cada piloto podia computar sete resultados válidos. Dentre os construtores era atribuída apenas a melhor pontuação de cada equipe por prova e a campeã mundial surge grafada em negrito.